# Iztapa
Iztapa ist eine kleine Hafenstadt an der Pazifikküste Guatemalas mit etwa 15.000 Einwohnern. Die im Departamento Escuintla gelegene Kleinstadt ist der Hauptort einer gleichnamigen Gemeinde (municipio) mit insgesamt ca. 20.000 Einwohnern.

## Lage und Klima
Die etwa 110 km südlich von Guatemala-Stadt bzw. ca. 52 km südlich von Escuintla befindliche Gemeinde liegt an der von Lagunenseen gerahmten Mündung des Río María Linda in den Pazifik in einer mittleren Höhe von ca. 5 m. Das Klima ist schwülwarm; Regen (ca. 1600 mm/Jahr) fällt überwiegend in den Sommermonaten.

## Bevölkerungsentwicklung
| Jahr      | 2008   | 2018   | 2020   |
| Einwohner | 11.562 | 19.108 | 19.780 |

Der stetige Bevölkerungszuwachs der Stadt beruht im Wesentlichen auf der immer noch anhaltenden Zuwanderung von Familien aus den Dörfern der Umgebung.

## Wirtschaft
Die Landwirtschaft bildet in vielfältiger Weise die Ernährungsgrundlage der Bevölkerung. Traditionelle Hauptnahrungsmittel sind Mais, Bohnen und Tomaten, aber auch von den spanischen Eroberern importierte Pflanzen wie Chili und Zwiebeln werden seit langem angebaut. Im Jahr 1897 befahl der Staatspräsident José María Reina Barrios den Bau einer Eisenbahnlinie von der Karibik- zur Pazifikküste, doch war das Projekt ohne wirtschaftlichen Erfolg. Der Hafen von Iztapa spielt heute keine bedeutende Rolle im Wirtschaftsleben des Landes; in dieser Hinsicht sind der erst Mitte des 19. Jahrhunderts gegründete und nur ca. 15 km westlich gelegene Hafen von Puerto San José sowie der neue Hafen von Puerto Quetzal deutlich wichtiger.

## Geschichte
Iztapa wurde im Jahr 1534 vom Konquistador Pedro de Alvarado als Ausgangsort einer – letztlich gescheiterten – Expedition in den Norden des südamerikanischen Inkareichs mit insgesamt 8 Schiffen gegründet. Da die Pazifikküste in den folgenden Jahrhunderten für die Geschichte und Wirtschaft Guatemalas kaum eine Rolle spielte, blieb Iztapa ein eher verschlafenes Nest.

## Aktivitäten
Die Stadt hat keine historisch oder kulturell bedeutsamen Sehenswürdigkeiten; sie eignet sich als Urlaubsort und fürs Hochseeangeln.  